# Simonswald
Simonswald est une commune de Bade-Wurtemberg (Allemagne), située dans l'arrondissement d'Emmendingen, dans le district de Fribourg-en-Brisgau.

## Jumelage
- Worthing (Royaume-Uni) depuis 1997